# 约村
约村（法语，法語發音：[jo] ⓘ，加泰隆尼亞語發音：[ˈʎo]）是法国东比利牛斯省的一个市镇，属于普拉德区。

## 地理
约村（42°27'18"N, 2°3'50"E）面积28.44 平方千米，位于法国奧克西塔尼大區东比利牛斯省，该省份为法国大陆部分最南部的省份，涵盖了北加泰罗尼亚，北起奥德省，西接阿列日省和安道尔，南与西班牙接壤，东临地中海。
与约村接壤的市镇（或旧市镇、城区）包括：克拉尔夫斯、埃讷、埃尔、萨亚古斯。
约村的时区为UTC+01:00、UTC+02:00（夏令时）。

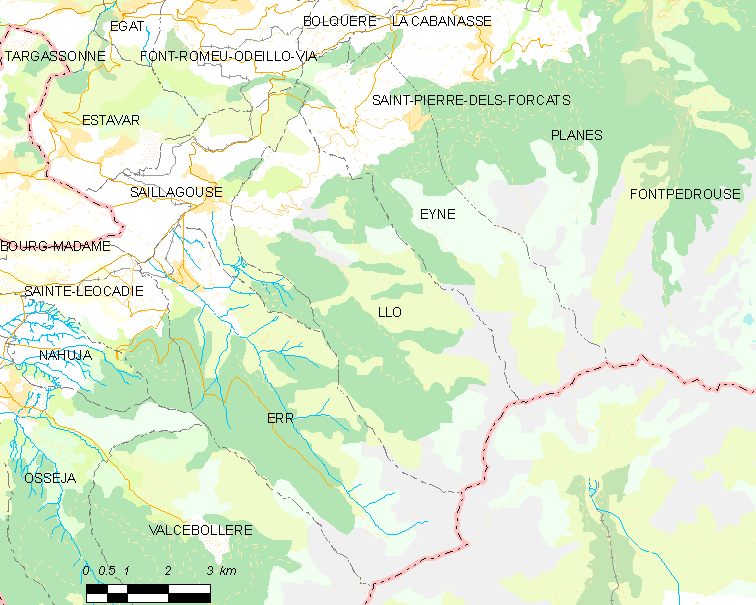
约村的OSM定位图

## 行政
约村的邮政编码为66800，INSEE市镇编码为66100。

## 政治
约村所属的省级选区为加泰罗尼亚比利牛斯县。

## 人口

1962-2008年间约村人口变化图示

约村于2022年1月1日时的人口数量为156人。